# Pește ventuză comun
Peștele ventuză comun (Lepadogaster lepadogaster) este un pește carnivor marin din familia gobiesocide care trăiește pe fundul stâncos sau nisipos din vecinătatea țărmului, mișcându-se destul de greoi, printre alge. Este răspândit pe litoralul african și european al Oceanului Atlantic, Marea Mediterană, Marea Marmara și Marea Neagră. În România, a fost semnalat la Agigea. Este un pește mic, având o lungime de până la 8-10 cm. Poate trăi până la 5 ani. Corpul alungit, ușor turtit dorsoventral anterior și lateral posterior. Solzii lipsesc. Tegumentul acoperit cu mucus abundent.  Capul mare și moderat deprimat. Botul turtit și larg, sub forma unui cioc de rață. Au 2 perechi de nări tubulare; nara anterioară cu tentacule pe marginea sa posterioară, acestea sunt formate dintr-un tentacul mai lung, având la bază două ramificații mai mici. O singură înotătoare dorsală, lungă, situată posterior, formată în întregime din radii moi. Înotătoarea anală fără spini, asemănătoare ca mărime, formă și poziția cu înotătoarea dorsală. Înotătoarea dorsală și anală sunt unite cu înotătoarea caudală printr-o mică membrană, incompletă. Înotătoarele pectorale largi în formă de evantai. Înotătoarele abdominale formează o ventuză ventrală puternică  cu 2 discuri adezive. Ventuza ventrală le permite să se mențină pe pietre sau scoici și să reziste acțiunii valurilor în apele marine neritice puțin adânci. Sunt înotători slabi. Colorația este variabilă în funcție de mediului înconjurător: cafeniu-deschisă, brun-roșcată sau verzuie-măslinie. Pe spate și laturile corpului, numeroase pete mici, cafenii, ovale sau rotunjite. Pe partea dorsală a capului, înapoia ochilor au două pete mici ovale, albastre, dispuse în spatele unei dungi sub formă de un V cu vârful îndărăt. Între ochii 2-3 dungi de culoare galbenă sau albastră tivite cu negru. Pe laturile capului câteva dungi albastre. Înotătoarele mediane (dorsală, anală și caudală) de culoare carmin, tivite cu galben. Se hrănesc cu mici crustacee, gasteropode și moluște bivalve, dar și cu icre de pești și pești mici. Ponta este depusă pe sub pietre în mai-iunie și este alcătuită din pături de câte 200-250 de ouă, dispuse pe un singur rând și păzită de către ambele sexe. Ouăle (icrele) de culoare galben-aurie aderă la substrat și au o formă semielipsoidală, lungi de 1,8 mm. Larvele eclozează după 2 săptămâni și duc la început o viață planctonică. Din punct de vedere economic, nu prezintă importanță.